# Michael Hefele
Michael Martin Hefele (Pfaffenhofen an der Ilm, 1º settembre 1990) è un ex calciatore tedesco, di ruolo difensore.

## Palmarès
- 3. Liga: 1

Dinamo Dresda: 2015-2016